# Tanja Szewczenko
Tanja Szewczenko (ur. 26 lipca 1977 w Düsseldorfie) – niemiecka łyżwiarka figurowa, startująca w konkurencji solistek. Uczestniczka igrzysk olimpijskich (1994), brązowa medalistka mistrzostw świata (1994), brązowa medalistka mistrzostw Europy (1998), medalistka Finału Grand Prix oraz trzykrotna mistrzyni Niemiec (1994, 1995, 1998). Po zakończeniu kariery amatorskiej w 2000 roku rozpoczęła karierę aktorską oraz występy w rewiach łyżwiarskich.

## Życie prywatne
Jej matka Vera Küke jest Niemką, której przodkowie osiedlili się w Rosji, zaś ojciec Ukraińcem. Ojciec opuścił rodzinę, gdy Szewczenko miała dwa lata. Ma młodszą siostrę przyrodnią Melanie. W lutym 2011 roku Szewczenko urodziła córkę Jonę, której ojcem jest były łyżwiarz figurowy Norman Jeschke, którego Tanja poznała na planie „Alles was zählt”.

## Osiągnięcia
| Zawody                                | 92–93          | 93–94          | 94–95          | 95–96          | 97–98          | 98–99          | 99–00          |                |                |                |                |                |                |                |                |                |                |
| Międzynarodowe                        | Międzynarodowe | Międzynarodowe | Międzynarodowe | Międzynarodowe | Międzynarodowe | Międzynarodowe | Międzynarodowe | Międzynarodowe | Międzynarodowe | Międzynarodowe | Międzynarodowe | Międzynarodowe | Międzynarodowe | Międzynarodowe | Międzynarodowe | Międzynarodowe | Międzynarodowe |
| ------------------------------------- | -------------- | -------------- | -------------- | -------------- | -------------- | -------------- | -------------- | -------------- | -------------- | -------------- | -------------- | -------------- | -------------- | -------------- | -------------- | -------------- | -------------- |
| Igrzyska olimpijskie                  |                | 6              |                |                | WD             |                |                |                |                |                |                |                |                |                |                |                |                |
| Mistrzostwa świata                    | 7              | 3              | WD             | 6              | 9              |                |                |                |                |                |                |                |                |                |                |                |                |
| Mistrzostwa Europy                    | 4              | 5              | 4              | 5              | 3              | WD             |                |                |                |                |                |                |                |                |                |                |                |
| GP Finał Grand Prix                   |                |                |                |                | 2              |                |                |                |                |                |                |                |                |                |                |                |                |
| GP Nations Cup                        | 8              | 1              | 3              | 5              | 1              |                |                |                |                |                |                |                |                |                |                |                |                |
| GP NHK Trophy                         |                |                | 4              |                | 1              |                |                |                |                |                |                |                |                |                |                |                |                |
| Memoriał Karla Schäfera               |                | 2              |                |                |                |                |                |                |                |                |                |                |                |                |                |                |                |
| Skate Israel                          |                |                |                | 1              |                |                |                |                |                |                |                |                |                |                |                |                |                |
| Piruetten                             |                | 5              |                |                |                |                |                |                |                |                |                |                |                |                |                |                |                |
| Międzynarodowe: Kategorie młodzieżowe |                |                |                |                |                |                |                |                |                |                |                |                |                |                |                |                |                |
| Mistrzostwa Świata Juniorów           | 3              | 4              |                |                |                |                |                |                |                |                |                |                |                |                |                |                |                |
| Krajowe                               |                |                |                |                |                |                |                |                |                |                |                |                |                |                |                |                |                |
| Mistrzostwa Niemiec                   | 3              | 1              | 1              | 2              | 1              | 2              | 3              |                |                |                |                |                |                |                |                |                |                |